# Таверна I (Кјети)
Таверна I (итал. Taverna I) је насеље у Италији у округу Кјети, региону Абруцо.
Према процени из 2011. у насељу је живело 28 становника. Насеље се налази на надморској висини од 616 м.